# Jindra Krejčík
Jindra Krejčík, skutečným jménem Jindřich Krejčík, (28. března 1905 Plzeň – 18. července 1945 Rudná) byl regionální politik, organizátor odboje za druhé světové války, podplukovník, autor divadelních her a překladatel, původním povoláním poštovní úředník, v roce 1945 předseda Revolučního národního výboru v Plzni.

## Život

### Mládí a příchod do Plzně
Po maturitní zkoušce v roce 1924 začal pracovat na Ministerstvu pošt a telegrafů. V letech 1927–1929 absolvoval vojenskou prezenční službu u 33. pěšího pluku „Doss' Alto".
Nejdříve byl poštovním praktikantem a čekatelem a nakonec se v roce 1934 stal poštovním tajemníkem. Působil v Praze, Mariánských Lázních a Plzni, kde od roku 1931 zůstal natrvalo. Ve 30. letech se zde podílel na společenském a kulturním životě.

### Německá okupace
Po okupaci Čech, Moravy a Slezska v březnu 1939 nacistickým Německem se v Plzni zapojil do domácího odboje. Nejprve působil v Hnutí plzeňských pošťáků, v němž řada zaměstnanců hlavní pošty a telegrafního stavebního úřadu z budovy v Solní ulici pomáhala při doručování ilegálních tiskovin, poškozovala telekomunikační zařízení, odposlouchávala hovory pracovníků nacistických úřadů a získávala důležité politické, hospodářské a vojenské informace, které předávala pražské centrální skupině Kapitán Nemo. Tato odbojová základna napojená na Ústřední vedení odboje domácího (ÚVOD) byla v létě 1942 rozbita, mnozí poštovní zaměstnanci byli zatčeni a dvacet z nich bylo popraveno. V únoru 1943 rozhodlo pražské vedení ÚVODu o vytvoření nové vojenské organizace v západních Čechách. Ta měla mimo jiné úkoly připravovat povstání, jež mělo začít v návaznosti na předpokládanou spojeneckou invazi do západní Evropy a osvobození okupovaných území. Touto organizací se stala Druhá lehká divize (známá také jako 2. lehká tajná divize). Jejímu štábu velel plukovník Václav Kučera a jejími vedoucími představiteli se stali Jindra Krejčík, Miroslav Ferra a Jaroslav Mattas. V červnu 1944 však došlo k rozsáhlému zatýkání členů 2. LD gestapem a popravám, proto zůstala organizace až do konce války prakticky nečinná. Podplukovníku Krejčíkovi, jenž byl již od dubna 1943 v úplné ilegalitě, se podařilo uprchnout a díky Burešovým, Šaškovým a dalším rodinám, které ho ukrývaly, se dožil povstání. Jeho manželka byla během okupace dvakrát internována v Malé pevnosti Terezín a dceru vychovávali příbuzní.

### Po osvobození
V Plzni propuklo povstání spontánně 5. května 1945, ale ještě týž den se jeho řízení ujal Revoluční národní výbor, jenž vznikl už na konci války při schůzce odbojových skupin 14. dubna na Lochotíně a který Jindřich Krejčík vedl. Během dopoledne se už vyjednávalo o předání plzeňské radnice do české správy, členové RNV zde složili slib věrnosti a podplukovník Krejčík se stal prvním poválečným předsedou Národního výboru města Plzně. Funkci vykonával do 16. července 1945, kdy proběhly na náměstí Republiky veřejnou aklamací volby do plzeňského zastupitelstva a zároveň došlo k odstoupení RNV. 

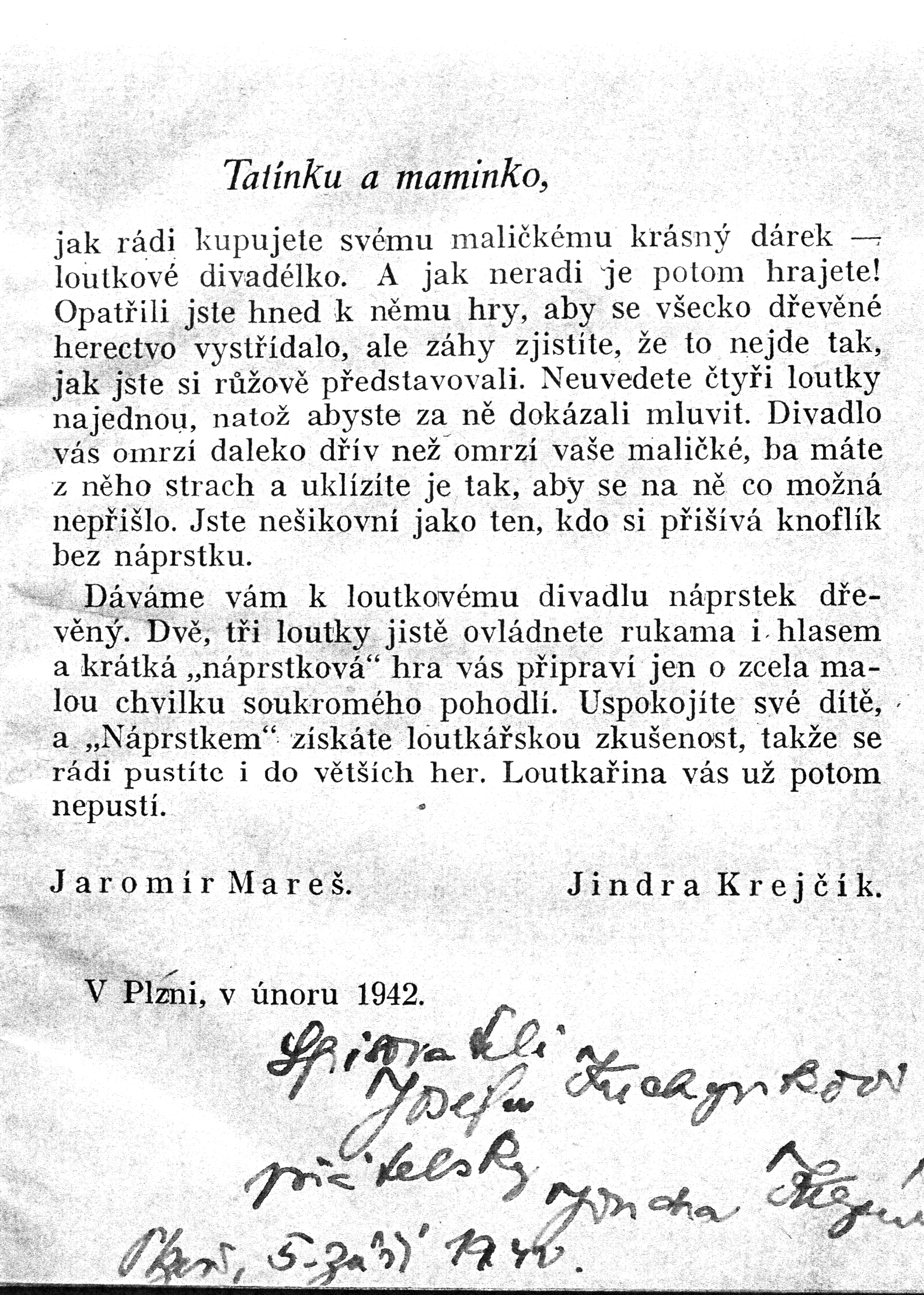
Předmluva k Dřevěnému náprstku s věnováním

Zemřel při automobilové nehodě 18. července 1945 na silnici za Dušníky (nyní Rudná) v místě zvaném Na Vypichu, když se vracel z Prahy. Domněnku, která se šířila mezi účastníky domácího odboje, že nehoda byla zinscenována stoupenci Josefa Ullricha, se nikdy nepodařilo spolehlivě prokázat, ani vyvrátit. Pohřeb se konal 23. července 1945 na Ústředním hřbitově v Plzni. Manželka Alžběta Krejčíková požádala o přidělení místa v urnovém háji, který byl vyhrazen pro zasloužilé plzeňské občany.

### Rodinný život
V Plzni se v listopadu 1932 oženil s Alžbětou, rozenou Kasalovou, a následující rok se jim narodila dcera Alena. 

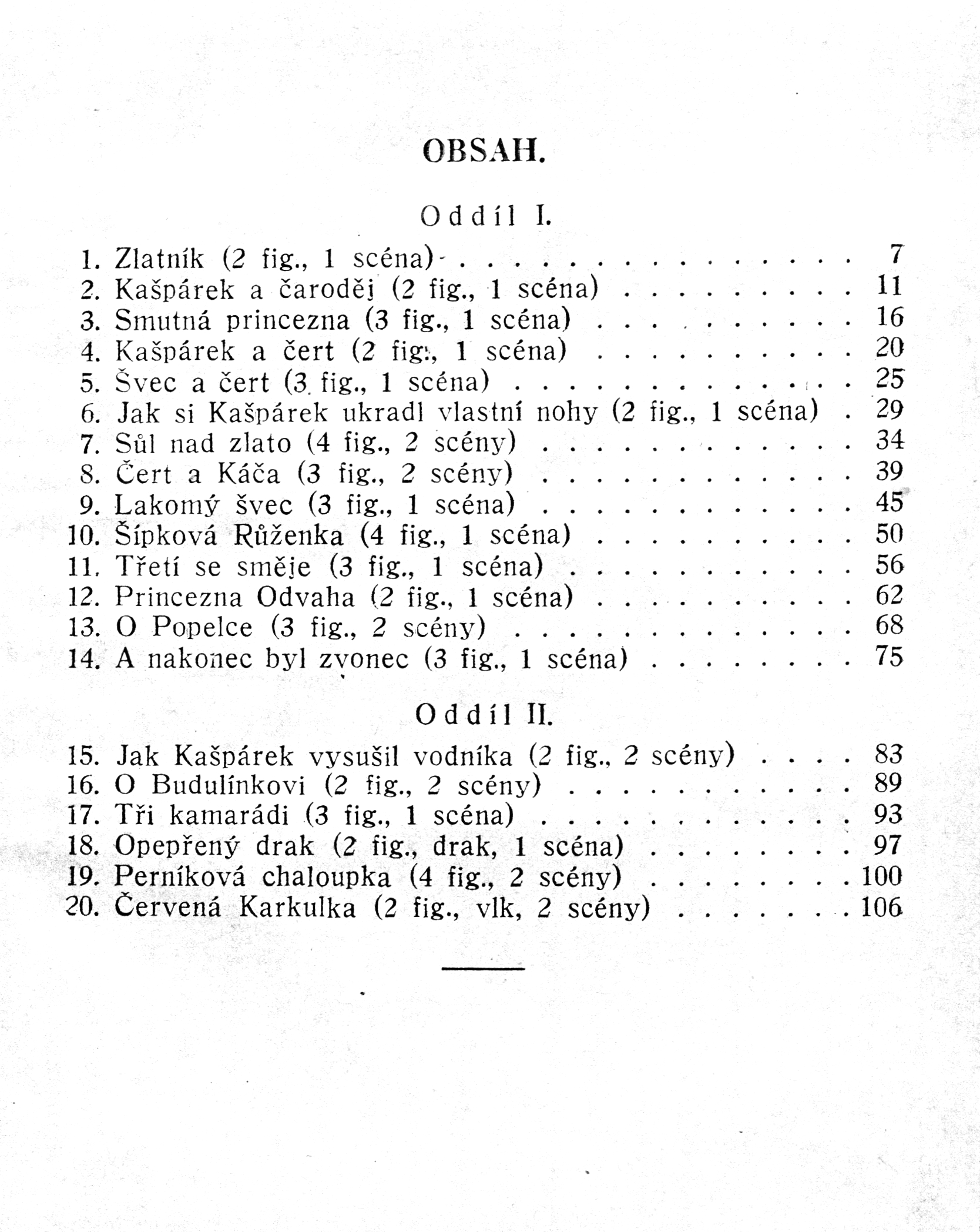
Obsah Dřevěného náprstku

## Dílo
Od roku 1932 spolupracoval s Loutkovým divadlem Feriálních osad jako autor divadelních her i loutkoherec. Jiří Trnka zde pro něj navrhl loutku Plecka. V divadle se hrála jeho dramata pro dospělé: Velké dobrodružství (1932), Don Quijote (1933), Jaro a spol. (1934). Společně s Jaroslavem Kuncmanem napsali hry: Po nás potopa (1933) a Princ Karneval (1934). Pro ochotnické soubory vytvořil v roce 1938 veselohry s důmyslnými zápletkami: Vyzvědači – Bílý pavouk a Holub na střeše a v roce 1939 Vzpouru výměnkářů. Překládal také detektivní romány z angličtiny a operetní libreta a spoluredigoval divadelní časopis Vykřičník (vyšlo celkem 5 čísel). Ve strojopisu se dochoval soubor básní a deníkové záznamy z let 1943–1945, kdy žil v ilegalitě.

### Vydané divadelní hry
- Vyzvědači: (bílý pavouk): veselohra skoro špionážní o třech jednáních: vhodná hra k účelům brannosti. V Praze: A. Neubert, 1938. 80 s. Naše scéna; sv. 336.
- Holub na střeše: trestanecká veselohra o třech jednáních. V Praze: A. Neubert, 1938. 71, [I] s. Naše scéna; sv. 349.
- Vzpoura výměnkářů: vesnická veselohra o třech jednáních. V Praze: A. Neubert, 1939. 83, [I] s. Naše scéna; sv. 362.
- Princezna Milena: loutková hra o čtyřech jednáních. Plzeň: Nakladatelství knižnice Osvěta, Jaromír Mareš, 1941. 29, [I] s. Loutkové hry knižnice Osvěta; č. 83.
- Dřevěný náprstek: dvacet snadných her pro rodinná loutková divadélka... Plzeň: Nakladatelství knižnice Osvěta, Jaromír Mareš, 1942. 108, [II] s. Loutkové hry knižnice Osvěta; č. 91-94. Dostupné z: https://ndk.cz/view/uuid:f50b69b0-ff3d-11e2-9923-005056827e52?page=uuid:43254060-46d5-11e3-ae53-5ef3fc9ae867
- Karafiát, Jan. Broučci: pro loutková divadla do šesti obrazů upravil Jindra Krejčík. Vydání I. Plzeň: Osvěta, 1946. 39 stran. Loutkové hry knižnice Osvěta; číslo 86.

### Překlady
- Hunter, John. Tři havrani. Překlad Jindra Krejčík a Jaroslav Duben. Autorisované vydání. Praha: Jan Svátek, 1930. 215 stran. Argos: výbor nejlepších detektivních a dobrodružných knih; svazek 8.
- Mason, Alfred Edward Woodley. Vězeň v opálu: detektivní román. Překlad Jindra Krejčík. Autorisované vydání. Praha: Jan Svátek, 1930. 189, to je 289 stran. Argos; svazek 3.

V Archivu města Plzně je uložen fond, který obsahuje rukopisy her, básní a deník, a ve Sbírce dokumentů plzeňského odboje 1939 –1945 jsou fotografie.

## Ocenění
- Za války byl představiteli londýnského odboje povýšený na podplukovníka Československé armády na vnitřní frontě.
- Za odbojovou činnost byl vyznamenán Československým válečným křížem 1939.[2][8]
- Od roku 1991 je po něm pojmenována ulice Krejčíkova (dříve Stavbařů) na plzeňském Východním Předměstí.[9]